# خاس دادلی
خاس دادلی (انگلیسی: Jas Dadley؛ ۱ ژوئن ۱۸۹۸ – ۱۸ ژانویهٔ ۱۹۶۲) بازیکن فوتبال بود.
از باشگاه‌هایی که در آن بازی کرده‌است می‌توان به باشگاه فوتبال چارلتون اتلتیک اشاره کرد.